# August Jost
Wilhelm Ludwig Friedrich August Jost (* 25. August 1811 in Berleburg; † 17. März 1866 ebenda) war fürstlicher Kammerrat in Berleburg und von 1854 bis 1855 kommissarischer Landrat des Kreises Wittgenstein.

## Familie
August Jost wurde als erster Sohn des fürstlichen Regierungsrats und späteren Landrats des Kreises Wittgenstein, Friedrich August Jost und seiner zweiten Ehefrau Florentine geb. Jüngst (1770–1847) geboren.

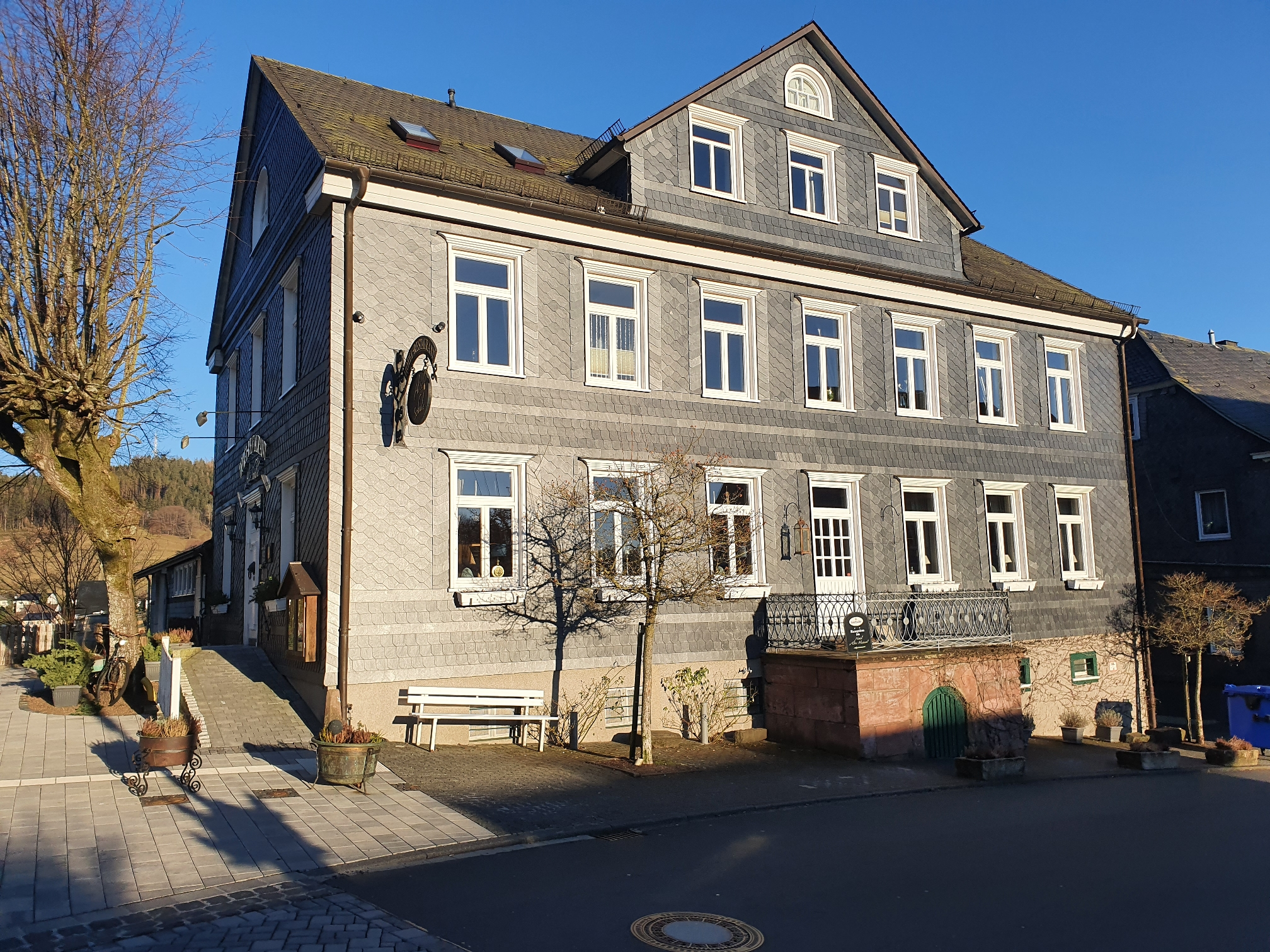
Ehemaliges Haus der beiden Wittgensteiner Landräte Jost in Berleburg.

Er war seit 1841 verheiratet mit Bertha geb. Fatken (1821–1882), Tochter des kgl. Stadt- und Landgerichtsrats Karl Fatken aus Burgsteinfurt. Aus der Ehe gingen insgesamt neun Kinder hervor.  Die Familie Jost lebte im Haus Nr. 70, das in der Berleburger Altstadt nach dem großen Stadtbrand im Jahre 1825 von Josts Vater an gleicher Stelle wieder errichtet worden war.

## Leben
Jost absolvierte 1831 sein Abitur am Gymnasium Philippinum in Marburg.
Am 2. November 1831 schrieb sich Jost im Alter von 20 Jahren an der Universität in Heidelberg ein, um ein Studium der Rechtswissenschaften zu beginnen.
Spätestens 1843 wurde Jost vom letzten regierenden Fürsten Albrecht zu Sayn-Wittgenstein-Berleburg in seinem Kabinett aufgenommen, in dem Jost den Rang eines Kammerrats bekleidete. Im gleichen Jahr verlieh die Stadt Berleburg August Jost die bürgerlichen Rechte, nachdem er seinen Hausbesitz in unmittelbarer Nähe von Schloss Berleburg nachgewiesen und das Bürgergeld in Höhe von neun Reichstalern, 20 Silbergroschen und neun Pfennige entrichtet hatte. Sieben Jahre später stand er im Mittelpunkt einer provinziellen Personalpolitik, die man in Berlin argwöhnisch zur Kenntnis nahm: Am 28. September 1850 quittierte Landrat Wilhelm Friedrich Groos seinen Dienst in Wittgenstein, um Landrat in Wetzlar zu werden.
Fürst Albrecht setzte sich am 14. Oktober 1850 in einem Brief an den preußischen König Friedrich Wilhelm IV. für seinen Kammerrat Jost als dessen Nachfolger ein. Während der König sich zunächst geneigt zeigte, meldete jedoch sein Innenministerium Bedenken wegen eines möglichen Interessenkonflikts an und setzte sich letztlich mit dieser Auffassung durch.
Statt Jost wurde Bruno von Schrötter 1851 als neuer Landrat des Kreises Wittgenstein eingesetzt, der jedoch nach drei Jahren seinen Posten wieder aufgeben musste. Inzwischen war Fürst Albrecht I. gestorben, aber auch sein Nachfolger, Fürst Albrecht II. machte seinen Einfluss als Standesherr auf die politische Entwicklung im Kreis Wittgenstein deutlich, indem er die Karriere seines vom Vater übernommenen Beamten Jost zunächst erfolgreich förderte. Nachdem der bisherige Landrat Bruno von Schrötter zum 1. Juli 1854 abgelöst und in den einstweiligen Ruhestand versetzt wurde, übertrug man nun die Amtsgeschäfte vom 30. Juli 1854 bis Mitte Mai 1855 kommissarisch dem fürstlichen Kammerrat August Jost. Danach setzte sich wieder die Auffassung des preußischen Innenministeriums mit der Besetzung der Stelle durch einen auswärtigen Kandidaten durch.
Der Übergang der Amtsgeschäfte vom Amtsverweser Jost auf den neuen Landrat Julius von Oven ist ohne direkte Nennung des Vorganges im Wittgensteiner Kreisblatt nachzulesen, da in einer Ausgabe Bekanntmachungen beider Amtsträger veröffentlicht wurden.
Jost führte danach noch fast elf Jahre seine Aufgaben als Kammerrat im Dienste seines Fürsten Albrecht II. zu Sayn-Wittgenstein-Berleburg fort, wobei ihm jedoch ein ähnlich kurzes Leben wie seinem Vater beschieden war.
August Jost starb als fürstlicher Kammerrat und Hauptmann a. D. in der Kgl. Landwehr am 17. März 1866 im Alter von 54 Jahren.

## Trivia
August Jost war Gründungsmitglied des Schützenvereins Berleburg 1838 e.V. und von 1845 bis 1866 dessen Schützenhauptmann (1. Vorsitzender).